# Serbische Basketballnationalmannschaft
Die serbische Basketballnationalmannschaft repräsentiert die Republik Serbien bei internationalen Turnieren oder bei Freundschaftsspielen.

## Geschichte
Nach der Staatsteilung 2006 war Serbien bei der EM 2007 zum ersten Mal dabei. Mit einem 13. Platz als Abschluss blieb das Team bei diesem Turnier ohne Erfolg. Für die Olympischen Spiele 2008 konnte man sich nicht qualifizieren. Bei der EM 2009 wurde mit der Silbermedaille der erste Erfolg als Serbien bei einem FIBA-Turnier errungen. Auch die WM 2010 verlief relativ erfolgreich. Serbien kam ins Halbfinale, verlor jedoch zunächst gegen die gastgebende Türkei und anschließend auch das Spiel um den dritten Platz gegen Litauen. Bei der nächsten EM 2011 in Litauen kam Serbien ins Viertelfinale und scheiterte hier an Russland. Für die Olympischen Spiele 2012 konnte sich Serbien nicht qualifizieren. Bei der Eurobasket 2013 stellte man eines der jüngsten Teams des Turniers und spielte unter diesen Voraussetzungen ein gutes Turnier, im Viertelfinale gegen Spanien allerdings gab es eine sehr deutliche Niederlage. Bei der Weltmeisterschaft 2014 in Spanien spielte Serbien eine eher schwache Vorrunde, nach Niederlagen gegen den Gastgeber, Brasilien sowie Europameister Frankreich musste sich das serbische Team im Achtelfinale mit den bislang starken Griechen messen. Hier gab es einen deutlichen Erfolg, im Viertelfinale ging es erneut gegen Brasilien, auch gegen die favorisierten Südamerikaner gab es einen klaren Sieg, was den erneuten Einzug ins Halbfinale bedeutete. Erneut ging es mit Frankreich gegen einen Gegner, gegen den man in der Vorrunde nicht gut ausgesehen hat, doch auch hier gab es einen Sieg und somit stand Serbien etwas überraschend im Finale gegen die USA, wo es allerdings nach einer 92:129-Niederlage nichts zu holen gab. Dennoch bedeutete dieser 2. Platz das mit Abstand beste Resultat seit 2002 (als Jugoslawien) wo man Weltmeister wurde.
Bei der Eurobasket 2015 gehörte Serbien trotz der schweren Vorrundengruppe zu den Favoriten auf dem Titel. Nach Siegen gegen Spanien, Deutschland, Island, Türkei sowie Italien zog man ungeschlagen ins Achtelfinale ein. Gegen Finnland gab es beim 94:81 nach anfänglichen Schwierigkeiten einen recht deutlichen Erfolg, wobei Miroslav Raduljica hier 27 Punkte zum Erfolg beisteuern konnte. Im Viertelfinale ging es gegen eine starke tschechische Mannschaft lange Zeit auch sehr eng zu, erst im letzten Viertel konnte man das Spiel klarer gestalten und gewann das Spiel am Ende mit 89:75. Gegen die Mannschaft aus Litauen gab es dann etwas überraschend eine Niederlage beim 64:67. Nach einer 68:81 Pleite gegen den Gastgeber Frankreich im Spiel um den dritten Platz gab es letztlich einen etwas enttäuschenden 4. Platz in der Endabrechnung. Dennoch konnte sich Serbien somit für das olympische Qualifikationsturnier qualifizieren und war einer der Gastgeber, nachdem man sich souverän für die Spiele in Rio de Janeiro qualifizierte, gab es in der Vorrunde 2 Siege und 3 Niederlagen, womit man sich für das Viertelfinale qualifizieren konnte. Nach Siegen gegen Kroatien und Australien stand Serbien im Finale gegen die USA, welches jedoch verloren wurde, jedoch konnte mit der Silbermedaille ein weiterer großer Erfolg verbucht werden.
Bei der Europameisterschaft 2022 konnte Serbien alle Spiele der Gruppenphase gewinnen, schied jedoch anschließend im Achtelfinale gegen Italien aus (Entstand: 86:94).
Serbien bei der Basketball-Weltmeisterschaft 2023: Die Serbische Basketballnationalmannschaft nahm an der Basketball-Weltmeisterschaft 2023 teil und zeigte eine beeindruckende Leistung während des Turniers. Im Viertelfinale trafen sie auf die Litauische Basketballnationalmannschaft und führten einen überzeugenden Sieg mit einem Endstand von 87:68. Dieser Triumph brachte sie einen Schritt näher an das Finale heran. Im Halbfinale stand Serbien die Kanadische Basketballnationalmannschaft gegenüber und zeigte erneut ihre Klasse auf dem Spielfeld. Mit einem Ergebnis von 95:86 sicherten sie sich den Einzug in das ersehnte Finale, wo sie auf die deutsche Basketballnationalmannschaft trafen. Obwohl Serbien im Finale gegen Deutschland antrat, kämpften sie hart und zeigten großartige Basketball-Fähigkeiten. Das Spiel war hart umkämpft, aber am Ende mussten sie sich mit einem knappen Ergebnis von 77:83 geschlagen geben. Trotz dieser Niederlage im Finale war die Leistung der Serben bei der Weltmeisterschaft 2023 beeindruckend, und sie erreichten den zweiten Platz im Turnier, was eine großartige Leistung für das Land und seine Basketballtradition darstellt.

## Ergebnisse bei den offiziellen Turnieren

### Olympische Spiele
| Jahr | Gastgeberland  | Ergebnis           |
| 2008 | Peking         | nicht qualifiziert |
| 2012 | London         | nicht qualifiziert |
| 2016 | Rio de Janeiro | Silbermedaille     |
| 2024 | Paris          | Bronze             |

### Weltmeisterschaften
| Jahr | Gastgeberland                  | Ergebnis       |
| 2010 | Türkei                         | 4. Platz       |
| 2014 | Spanien                        | Silbermedaille |
| 2019 | China                          | 5. Platz       |
| 2023 | Philippinen, Japan, Indonesien | Silbermedaille |

### Europameisterschaften
| Jahr | Gastgeberland                               | Ergebnis            |
| 2007 | Spanien                                     | 13. Platz, Vorrunde |
| 2009 | Polen                                       | Silbermedaille      |
| 2011 | Litauen                                     | 8. Platz            |
| 2013 | Slowenien                                   | 7. Platz            |
| 2015 | Deutschland, Frankreich, Kroatien, Lettland | 4. Platz            |
| 2017 | Finnland, Israel, Rumänien, Türkei          | Silbermedaille      |
| 2022 | Deutschland, Georgien, Italien, Tschechien  | 9. Platz            |

## Kader
| Spieler | Spieler           | Spieler           | Spieler | Spieler | Spieler  | Spieler                |
| Nr.     | Name              | Geburt            | Größe   | Info    | Einsätze | Verein                 |
| ------- | ----------------- | ----------------- | ------- | ------- | -------- | ---------------------- |
|         |                   | Guards (PG, SG)   |         |         |          |                        |
| 7       | Bogdan Bogdanović | 18.08.1992        | 198 cm  |         |          | Atlanta Hawks          |
| 9       | Vanja Marinković  | 09.01.1997        | 198 cm  |         |          | KK Partizan Belgrad    |
| 13      | Ognjen Dobrić     | 27.10.1994        | 200 cm  |         |          | Virtus Bologna         |
| 22      | Vasilije Micić    | 13.01.1994        | 195 cm  |         |          | Oklahoma City Thunder  |
| 23      | Marko Gudurić     | 08.03.1995        | 198 cm  |         |          | Fenerbahçe Istanbul    |
| 30      | Aleksa Avramović  | 25.10.1994        | 192 cm  |         |          | KK Partizan Belgrad    |
|         |                   | Forwards (SF, PF) |         |         |          |                        |
| 5       | Nikola Jović      | 09.06.2003        | 208 cm  |         |          | Miami Heat             |
| 15      | Nikola Jokić      | 19.02.1995        | 211 cm  |         |          | Denver Nuggets         |
| 27      | Dejan Davidovać   | 17.01.1995        | 203 cm  |         |          | KK Roter Stern Belgrad |
|         |                   | Center (C)        |         |         |          |                        |
| 0       | Uroš Plavšić      | 22.12.1998        | 216 cm  |         |          | KK Roter Stern Belgrad |
| 3       | Filip Petrušev    | 15.04.2000        | 211 cm  |         |          | Olympiakos Piräus      |
| 33      | Nikola Milutinov  | 30.12.1994        | 213 cm  |         |          | Olympiakos Piräus      |

| Trainer | Trainer           | Trainer        |
| Nat.    | Name              | Position       |
| ------- | ----------------- | -------------- |
| Serbien | Svetislav Pešić   | Head Coach     |
| Serbien | Oliver Kostić     | Assistenzcoach |
| Serbien | Saša Kosović      | Assistenzcoach |
| Serbien | Marko Marinović   | Assistenzcoach |
| Serbien | Ognjen Stojaković | Assistenzcoach |
| Serbien | Nenad Jakovljević | Assistenzcoach |

| Legende           | Legende                                    |
| Abk.              | Bedeutung                                  |
| ----------------- | ------------------------------------------ |
| (C)               | Mannschaftskapitän                         |
|                   | verletzt während weiter Teile der Kampagne |
| Quellen           |                                            |
| Teamhomepage      |                                            |
| Ligahomepage      |                                            |
| Stand: 05.08.2024 |                                            |

| Legende           | Legende                                    |
| Abk.              | Bedeutung                                  |
| ----------------- | ------------------------------------------ |
| (C)               | Mannschaftskapitän                         |
|                   | verletzt während weiter Teile der Kampagne |
| Quellen           |                                            |
| Teamhomepage      |                                            |
| Ligahomepage      |                                            |
| Stand: 05.08.2024 |                                            |

## Ehemalige Kader
| Nr. | Name              | Geburtsdatum    | Größe  | Position | Einsätze | Club                   |
| --- | ----------------- | --------------- | ------ | -------- | -------- | ---------------------- |
| 7   | Bogdan Bogdanović | 18.08.1992      | 198 cm | Guard    |          | Atlanta Hawks          |
| 9   | Vanja Marinković  | 09.01.1997      | 198 cm | Guard    |          | KK Partizan Belgrad    |
| 13  | Ognjen Dobrić     | 27.10.1994      | 200 cm | Guard    |          | Virtus Bologna         |
| 22  | Vasilije Micić    | 13.01.1994      | 195 cm | Guard    |          | Oklahoma City Thunder  |
| 23  | Marko Gudurić     | 08.03.1995      | 198 cm | Guard    |          | Fenerbahçe Istanbul    |
| 30  | Aleksa Avramović  | 25.10.1994      | 192 cm | Guard    |          | KK Partizan            |
| 5   | Nikola Jović      | 09.06.2003      | 208 cm | Forward  |          | Miami Heat             |
| 15  | Nikola Jokić      | 19.02.1995      | 211 cm | Forward  |          | Denver Nuggets         |
| 27  | Dejan Davidovać   | 17.01.1995      | 203 cm | Forward  |          | KK Roter Stern Belgrad |
| 0   | Uroš Plavšić      | 22.12.1998      | 216 cm | Center   |          | KK Roter Stern Belgrad |
| 3   | Filip Petrušev    | 15.04.2000      | 211 cm | Center   |          | Olympiakos Piräus      |
| 33  | Nikola Milutinov  | 30.12.1994      | 213 cm | Center   |          | Olympiakos Piräus      |
|     | Svetislav Pešić   | Head Coach      |        |          |          |                        |
|     | Oliver Kostić     | Assistenz-Coach |        |          |          |                        |
|     | Saša Kosović      | Assistenz-Coach |        |          |          |                        |
|     | Marko Marinović   | Assistenz-Coach |        |          |          |                        |
|     | Ognjen Stojaković | Assistenz-Coach |        |          |          |                        |
|     | Nenad Jakovljević | Assistenz-Coach |        |          |          |                        |

| Nr. | Name              | Geburtsdatum    | Größe  | Position | Einsätze | Club                   |
| --- | ----------------- | --------------- | ------ | -------- | -------- | ---------------------- |
| 7   | Bogdan Bogdanović | 18.08.1992      | 198 cm | Guard    |          | Atlanta Hawks          |
| 9   | Vanja Marinković  | 09.01.1997      | 198 cm | Guard    |          | Saski Baskonia         |
| 13  | Ognjen Dobrić     | 27.10.1994      | 200 cm | Guard    |          | Virtus Bologna         |
| 23  | Marko Gudurić     | 08.03.1995      | 198 cm | Guard    |          | Fenerbahçe Istanbul    |
| 24  | Stefan Jović      | 03.11.1990      | 198 cm | Guard    |          | Basket Saragossa 2002  |
| 30  | Aleksa Avramović  | 25.10.1994      | 192 cm | Guard    |          | KK Partizan            |
| 3   | Filip Petrušev    | 15.04.2000      | 211 cm | Forward  |          | Philadelphia 76ers     |
| 5   | Nikola Jović      | 09.06.2003      | 208 cm | Forward  |          | Miami Heat             |
| 27  | Dejan Davidovać   | 17.01.1995      | 203 cm | Forward  |          | KK Roter Stern Belgrad |
| 28  | Boriša Simanić    | 20.03.1998      | 211 cm | Forward  |          | Basket Saragossa 2002  |
| 14  | Dušan Ristić      | 27.11.1995      | 213 cm | Center   |          | KK Roter Stern Belgrad |
| 33  | Nikola Milutinov  | 30.12.1994      | 213 cm | Center   |          | Olympiakos Piräus      |
|     | Svetislav Pešić   | Head Coach      |        |          |          |                        |
|     | Oliver Kostić     | Assistenz-Coach |        |          |          |                        |
|     | Saša Kosović      | Assistenz-Coach |        |          |          |                        |
|     | Marko Marinović   | Assistenz-Coach |        |          |          |                        |
|     | Ognjen Stojaković | Assistenz-Coach |        |          |          |                        |
|     | Nenad Jakovljević | Assistenz-Coach |        |          |          |                        |